# Ibarrilla
Ibarrilla är en ort i Mexiko.   Den ligger i kommunen Aramberri och delstaten Nuevo León, i den centrala delen av landet, 600 km norr om huvudstaden Mexico City. Ibarrilla ligger 721 meter över havet och antalet invånare är 103.
Terrängen runt Ibarrilla är bergig norrut, men söderut är den kuperad. Ibarrilla ligger nere i en dal. Runt Ibarrilla är det mycket glesbefolkat, med 6 invånare per kvadratkilometer. Närmaste större samhälle är Marroquín, 15,0 km öster om Ibarrilla. I omgivningarna runt Ibarrilla växer huvudsakligen savannskog.